# سوخدول (ناحیه پروستییوف)
سوخدول (به چکی: Suchdol) یک منطقهٔ مسکونی در جمهوری چک است که در ناحیه پروستییوو واقع شده‌است. سوخدول ۶٫۶۷ کیلومتر مربع مساحت و ۶۵۴ نفر جمعیت دارد و ۴۹۰ متر بالاتر از سطح دریا واقع شده‌است.